# Undenäs distrikt
Undenäs distrikt er et folkebogføringsdistrikt i Karlsborgs kommun. Det ligger i Västergötland og Västra Götalands län i Sverige.
Distriktet ligger længst mod nord i Karlsborgs Kommune.
Mod vest grænser distriktet op til Töreboda kommun (Älgarås distrikt, Töreboda distrikt, Halna distrikt, søen Viken og Beatebergs distrikt). Mod syd grænser distriktet op til den øvrige del af Karlsborgs Kommune (Mölltorps distrikt og Karlsborgs distrikt med kommunens hovedby Karlsborg ).
Mod øst ligger Vätterns vestbred. Mod nord ligger Askersunds kommun (Hammars distrikt), Laxå kommun (Tiveds distrikt) og søen Unden.
Distriktet blev oprettet den 1. januar 2016, og det består af det tidligere Undenäs Sogn (Undenäs socken). Geografisk har området den samme udstrækning, som Undenäs Menighed (Undenäs församling) havde ved årsskiftet 1999/2000.

58°39′31″N 14°23′56″Ø / 58.65861°N 14.39889°Ø